# Linn Manufacturing Corporation

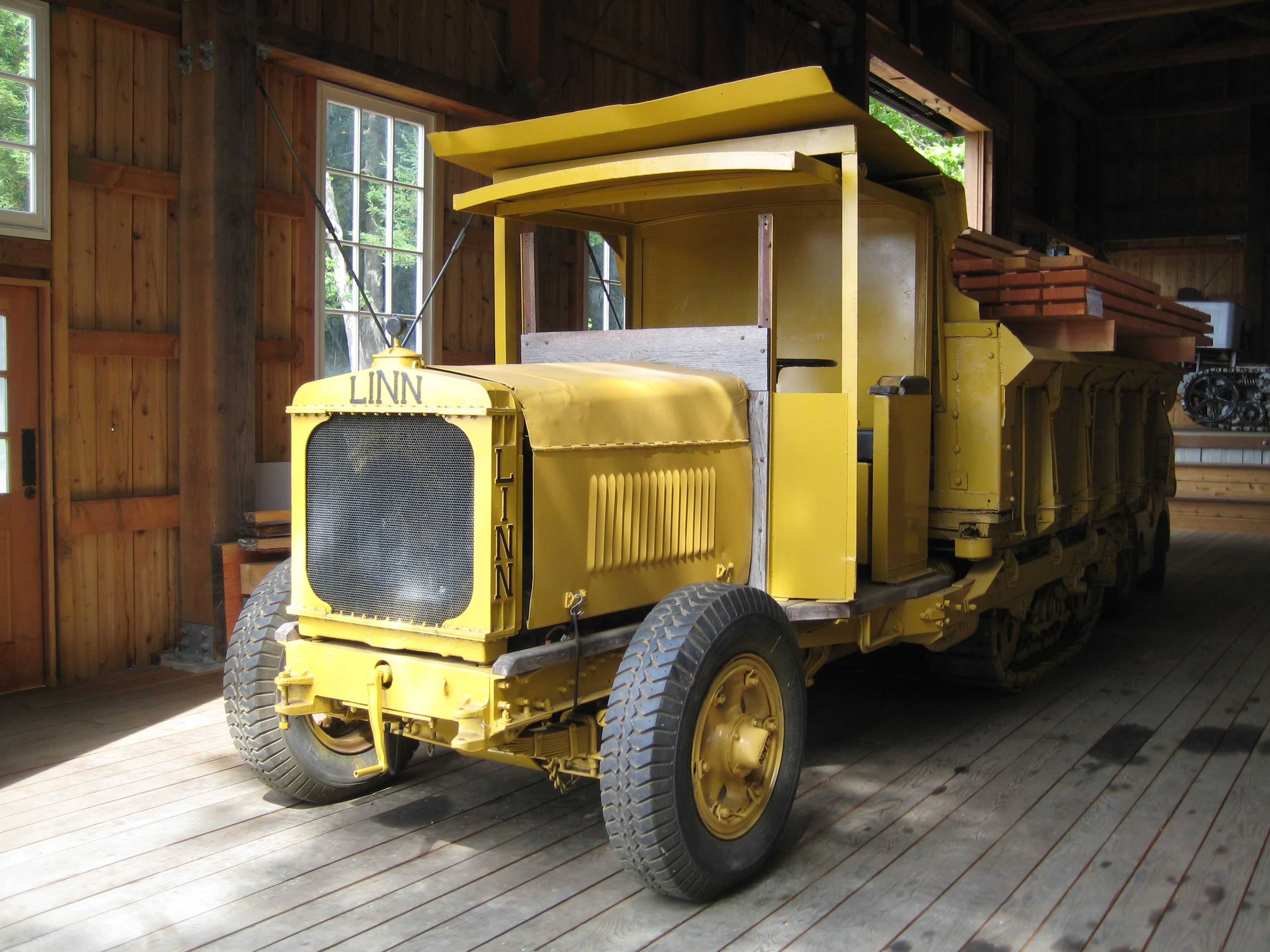
Полугусеничный самосвал Linn в Музее Полсона (Вашингтон). Данная машина использовалась при строительстве гидроэлектростанции Гранд-Кули, после чего была приобретена фирмой Polson Lumber Company, использовавшей её при прокладке железнодорожных путей в лесах

Linn Manufacturing Corporation, известная также просто как Linn — американская автомобилестроительная фирма, посуществовавшая с 1916 по 1952 годы и специализировавшаяся на производстве грузовых полугусеничных автомобилей высокой проходимости для особо трудных работ. Выпускавшиеся ею машины отличались рядом оригинальных конструктивных решений, высокой прочностью и надёжностью, хорошей проходимостью и большой силой тяги.

## История
Фирма «Линн Мэньюфекчуринг» была основана американским изобретателем Холманом Линном в 1916 году в городе Моррис, Нью-Йорк. Компания специализировалась на производстве вездеходных полугусеничных грузовых автомобилей, предназначенных для особо трудных работ на сильно пересечённой местности. Машины отличались высокой прочностью и надёжностью конструкции, высокой проходимостью и большой силой тяги; их отличал ряд оригинальных конструктивных решений, основными из которых были двутавровая балка переднего моста и гусеничный движитель оригинальной конструкции, который размещался внутри лонжеронов рамы автомобиля.
Основной продукцией фирмы была серия гражданских грузовых автомобилей, известных под общим названием Linn tractor. Хорошо зарекомендовавшая себя конструкция этих машин регулярно модернизировадась, однако принципиальных изменений не претерпела за всё время существования компании.
В 1933 году фирма на базе гражданского Linn tractor'а модели WD12 создала 8-тонный артиллерийский тягач и танковый транспортёр T3. Машина имела ряд существенных недостатков (крайне низкую скорость на мягком грунте, очень большой радиус поворота и низкую экономичность), однако была принята на вооружение и выпущена небольшой серией. Годом позднее был разработан 5-тонный артиллерийский тягач T6, в июне 1934 года поступивший для армейских испытаний. Результаты испытаний были положительными, однако заказов на машину первоначально не поступило; тем не менее, по состоянию на 1937 год армия США всё же закупила небольшую партию этих машин. В 1939 году был создан колёсно-гусеничный автомобиль C5 Catruck, имевший возможность перехода с колёсного на полугусеничный ход; машина, первоначально позиционированная как артиллерийский тягач для нужд армии, была отвергнута в этом качестве, однако позднее ею заинтересовались ВМС США, заказавшие около 25 машин данного типа в двух модификациях и использовавшие их в качестве эвакуаторов десантных катеров. В конце Второй мировой войны ВВС Армии США заказали у фирмы 40 тягачей B-29 Carrier, предназначенных для эвакуации со взлётно-посадочных полос повреждённых стратегических бомбардировщиков B-29; было выпущено всего две машины этого типа, после чего заказ был аннулирован в связи с окончанием войны.
Гражданские автомобили Linn tractor производились до конца 1940-х годов, после чего фирма вплоть до своего закрытия в 1952 году занималась лишь модификацией и модернизацией уже выпущенных машин.